# Margaret Joslin
Margaret Joslin (6 de agosto de 1883 – 14 de octubre de 1956) fue una actriz cinematográfica estadounidense, activa en la época del cine mudo, y a lo largo de cuya trayectoria, entre 1910 y 1923, actuó en un total de 166 filmes.

## Biografía
Su verdadero nombre era Margaret Lucy Gosling, y nació en Cleveland, Ohio.
Casada con el actor Augustus Carney, formó pareja con él en la pantalla. Ambos protagonizaron en los años 1910 una popular serie de cortos cómicos producida por Essanay Studios, una compañía con sede en Chicago. Joslin y Carney interpretaban a Sophie Clutts y Alkali Ike. 
Tras divorciarse de Carney, Margaret Joslin se casó con Harry Todd, uno de los otros actores con el cual había trabajado en Essanay. Con el nombre de Mrs. Harry Todd, en 1916, junto a su muevo marido, fue contratada para trabajar en una serie de cintas cómicas dirigidas por Hal Roach y que tenía como protagonista a Harold Lloyd. Posteriormente asumió el nombre artístico de Margaret Joslin Todd.
Margaret Joslin falleció el 14 de octubre de 1956 en Glendale, California, a causa de un cáncer. Tenía 73 años de edad.

## Filmografía completa

### 1910
- Hank and Lank: As Sandwich Men, de Broncho Billy Anderson
- The Bad Man's Christmas Gift, de Broncho Billy Anderson

### 1911
- The Two Reformations, de Broncho Billy Anderson
- The Puncher's New Love, de Broncho Billy Anderson
- Alkali Ike's Auto, de Broncho Billy Anderson
- The Corporation and the Ranch Girl, de Broncho Billy Anderson
- Mustang Pete's Love Affair, de E. Mason Hopper
- Spike Shannon's Last Fight, de Broncho Billy Anderson
- A Western Girl's Sacrifice, de Broncho Billy Anderson
- Town Hall, Tonight, de Broncho Billy Anderson
- Hubby's Scheme, de Broncho Billy Anderson
- Broncho Billy's Christmas Dinner, de Broncho Billy Anderson

### 1912
- The Loafer, de Arthur Mackley
- Widow Jenkins' Admirers, de Broncho Billy Anderson
- Alkali Ike's Love Affair, de Broncho Billy Anderson
- A Ranch Widower's Daughters, de Broncho Billy Anderson
- Alkali Ike Bests Broncho Billy, de Broncho Billy Anderson
- Alkali Ike's Boarding House, de Broncho Billy Anderson
- Alkali Ike's Bride, de Broncho Billy Anderson
- A Western Legacy, de Broncho Billy Anderson
- Alkali Ike Plays the Devil, de Broncho Billy Anderson
- Alkali Ike's Pants, de Broncho Billy Anderson
- Love on Tough Luck Ranch, de Arthur Mackley
- Alkali Ike Stung!, de Broncho Billy Anderson
- Alkali Ike's Motorcycle, de Broncho Billy Anderson

### 1913
- Alkali Ike's Homecoming, de Broncho Billy Anderson
- Alkali Ike's Mother-in-Law, de Broncho Billy Anderson
- Alkali Ike's Misfortunes, de Broncho Billy Anderson
- Alkali Ike and the Hypnotist, de Broncho Billy Anderson
- Alkali Ike's Gal, de Jess Robbins
- Hard Luck Bill
- The Last Laugh, de Jess Robbins
- Sophie's Hero, de Jess Robbins
- Sophie's New Foreman, de Broncho Billy Anderson
- That Pair from Thespia, de David Kirkland
- A Snakeville Courtship, de David Kirkland

### 1914
- The Awakening at Snakeville, de Jess Robbins
- Sophie Picks a Dead One, de Jess Robbins
- Snakeville's Fire Brigade
- Sophie's Birthday Party
- A Hot Time in Snakeville, de Roy Clements
- The Coming of Sophie's 'Mama', de Roy Clements
- Snakeville's New Sheriff, de Roy Clements
- High Life Hits Slippery Slim, de Roy Clements
- Slippery Slim and the Stork, de Roy Clements
- Pie for Sophie, de Roy Clements
- A Snakeville Epidemic, de Roy Clements
- Broncho Billy's Sermon, de Broncho Billy Anderson
- Slippery Slim's Stratagem, de Roy Clements
- Sophie Starts Something, de Roy Clements
- Sophie Pulls a Good One, de Roy Clements
- The Snakeville Volunteer, de Roy Clements
- The Wooing of Sophie, de Roy Clements
- Sophie Finds a Hero, de Roy Clements
- Sophie Gets Stung, de Roy Clements
- Slippery Slim -- Diplomat, de Roy Clements
- Snakeville's New Waitress, de Roy Clements
- Slippery Slim's Inheritance, de Roy Clements
- Snakeville's Home Guard, de Roy Clements
- Slippery Slim's Dilemma, de Roy Clements
- Slippery Slim and His Tombstone, de Roy Clements
- Slippery Slim and the Claim Agent, de Roy Clements
- Slippery Slim and the Fortune Teller, de Roy Clements
- When Macbeth Came to Snakeville, de Roy Clements
- Snakeville's Most Popular Lady, de Roy Clements
- Sophie's Legacy, de Roy Clements
- Slippery Slim and the Green-Eyed Monster, de Roy Clements
- Slippery Slim Gets Cured, de Roy Clements
- When Slippery Slim Met the Champion, de Roy Clements
- Snakeville's Peacemaker, de Roy Clements
- Slippery Slim, the Mortgage and Sophie, de Roy Clements
- Snakeville and the Corset Demonstrator, de Roy Clements
- Slippery Slim and the Impersonator, de Roy Clements
- Sophie and the Man of Her Choice, de Roy Clements
- A Horse on Sophie, de Roy Clements
- Snakeville's Reform Wave, de Roy Clements
- Sophie's Fatal Wedding, de Roy Clements
- Sophie's Sweetheart, de Roy Clements
- Snakeville's Blind Pig, de Roy Clements
- Slippery Slim Gets Square, de Roy Clements
- Snakeville's Rising Sons, de Roy Clements

### 1915
- Snakeville's Debutantes, de Roy Clements
- The Battle of Snakeville, de Roy Clements
- When Slippery Slim Went for the Eggs, de Roy Clements
- Sentimental Sophie, de Roy Clements
- When Slippery Slim Bought the Cheese, de Roy Clements
- Sophie's Homecoming, de Roy Clements
- Slim the Brave and Sophie the Fair, de Roy Clements
- Snakeville's Beauty Parlor, de Roy Clements
- Sophie Changes Her Mind, de Roy Clements
- Slippery Slim's Wedding Day, de Roy Clements
- Mustang Pete's Pressing Engagement, de Roy Clements
- Two Bold, Bad Men
- Sophie's Fighting Spirit, de Roy Clements
- The Undertaker's Uncle
- How Slippery Slim Saw the Show, de Roy Clements
- Sophie and the Fakir, de Roy Clements
- Others Started It, But Sophie Finished, de Roy Clements
- Snakeville's Twins, de Roy Clements
- Versus Sledge Hammers, de Roy Clements
- A Quiet Little Game, de Roy Clements
- Snakeville's Hen Medic, de Roy Clements
- Snakeville's Weak Women, de Roy Clements
- When Snakeville Struck Oil, de Roy Clements
- The Night That Sophie Graduated, de Roy Clements
- Snakeville's Eugenic Marriage, de Roy Clements
- It Happened in Snakeville, de Roy Clements
- Jack Spratt and the Scales of Love, de Roy Clements
- The Merry Models, de Wallace Beery
- Snakeville's Champion, de Wallace Beery

### 1916
- It Can't Be True!, de Craig Hutchinson
- Twice at Once
- Luke's Lost Lamb, de Hal Roach
- His Temper-Mental Mother-in-Law
- Luke Does the Midway, de Hal Roach
- Luke Joins the Navy, de Hal Roach
- Luke and the Mermaids, de Hal Roach
- Luke's Speedy Club Life, de Hal Roach
- Luke and the Bang-Tails, de Hal Roach
- Luke, the Chauffeur, de Hal Roach
- Luke's Preparedness Preparations, de Hal Roach
- Luke, the Gladiator, de Hal Roach
- Luke, Patient Provider, de Hal Roach
- Luke's Newsie Knockout, de Hal Roach
- Luke's Movie Muddle, de Hal Roach
- Luke, Rank Impersonator, de Hal Roach
- Taking the Count, de Wallace Beery
- Luke's Shattered Sleep, de Hal Roach

### 1917
- Lonesome Luke on Tin Can Alley, de Hal Roach
- Stop! Luke! Listen!, de Hal Roach
- Pete's Pants, de Wallace Beery y Roy Clements
- Lonesome Luke's Wild Women, de Hal Roach )
- Over the Fence, de Harold Lloyd y J. Farrell MacDonald
- Lonesome Luke Loses Patients
- Pinched, de Harold Lloyd y Gilbert Pratt
- From Laramie to London
- Love, Laughs and Lather
- We Never Sleep

### 1918
- A One Night Stand
- Fare, Please
- His Busy Day
- The Non-Stop Kid, de Gilbert Pratt
- Fire the Cook
- Beach Nuts
- Do Husbands Deceive?
- Nipped in the Bud
- The Dippy Daughter
- The Great Water Peril
- An Enemy of Soap
- Check Your Baggage
- She Loves Me Not

### 1919
- Wanted - $5,000, de Gilbert Pratt
- Hustling for Health, de Frank Terry
- Ask Father, de Hal Roach
- Toto's Troubles
- On the Fire, de Hal Roach
- Look Out Below, de Hal Roach
- The Dutiful Dub
- Next Aisle Over
- Just Dropped In
- Young Mr. Jazz
- Crack Your Heels
- Just Neighbors
- A Jazzed Honeymoon

### Años 1920
- Girls Don't Gamble
- The Danger Point
- Three Jumps Ahead, de John Ford (1923)